# Guarneri
A Guarneri (néha Guarnieri) hangszerkészítő család Cremonában tevékenykedett a 17–18. században, Amatiék és Stradivariék mellett. 
Andrea Guarneri (1626–1698. december 7.) eredetileg tanonc volt Antonio Stradivarival együtt Amatiék üzletében.
- Fia, Pietro Giovanni Guarneri(wd), más néven Mantuai Péter (1655. február 18. – 1720. március 26.), folytatta apja hagyományait.
- Másik fia, Giuseppe Giovanni Battista Guarneri(wd) (1666. november 25. – 1740 körül), szintén hegedűkészítő volt, és két „szakmabéli” fia született:
  - Pietro Guarneri(wd), más néven Velencei Péter (1695. április 14. – 1762. április 7.) Velencébe költözött, és ott helyi technológiákat sajátított el.
  - Giuseppe Guarnieri, más néven Guarneri del Gesù (1698. augusztus 21. – 1744. október 17.) tökéletesítette a Guarneri (és úgy általában az Amati-vonalhoz tartozó) hegedűket. Ilyenen játszott például Niccolò Paganini, Yehudi Menuhin és Gidon Kremer.